# UR Cristiano
UR Cristiano (estilizado como UR · Cristiano) es el canal oficial de YouTube del futbolista portugués Cristiano Ronaldo. Creado el 8 de julio de 2024, el canal fue anunciado oficialmente al público el 21 de agosto del mismo año. Con 107 vídeos subidos, el canal presenta una variedad de contenido. Hasta agosto de 2025, UR Cristiano ha acumulado 76.4 millones de suscriptores y 888 millones de visualizaciones, convirtiéndose en el canal de YouTube con más suscriptores en Portugal, y el 30 a nivel mundial.
Desde su lanzamiento, el canal ha experimentado un crecimiento rápido y sin precedentes, estableciendo récords en la velocidad de adquisición de suscriptores. UR Cristiano superó a otros canales prominentes en Portugal y se ha consolidado como uno de los principales canales de YouTube a nivel mundial. Esta notable expansión refleja no solo el impacto global de Cristiano Ronaldo como figura deportiva, sino también la creciente influencia de las redes sociales y plataformas de contenido en la vida de los seguidores y aficionados. El canal continúa atrayendo una audiencia diversa y en constante crecimiento, consolidando aún más su posición en el ámbito digital.
La recepción del canal ha sido mayormente positiva, destacándose por su capacidad para ofrecer una visión íntima y auténtica de la vida de Ronaldo, lo que ha fortalecido su conexión con los seguidores.El éxito del canal ha subrayado la importancia de las plataformas digitales en la consolidación de la presencia pública de figuras internacionales, y ha establecido un nuevo estándar en la manera en que los atletas y celebridades pueden interactuar con sus audiencias a nivel global.

## Historia
UR Cristiano fue creado el 8 de julio de 2024 y anunciado públicamente por Cristiano Ronaldo el 21 de agosto del mismo año. El canal fue lanzado con una serie de videos ya disponibles que incluían reacciones de Ronaldo a su figura de cera en el Museo Madame Tussauds, desafíos de tiros libres con su hijo, y consejos sobre cómo superar dificultades personales. La existencia del canal se mantuvo en secreto hasta el anuncio oficial, lo que generó un gran interés y anticipación entre los seguidores de Ronaldo.
Desde su lanzamiento, UR Cristiano ha experimentado un crecimiento excepcional. El canal alcanzó 1 millón de suscriptores en los primeros 90 minutos tras la publicación de su primer video. En las primeras 24 horas, el canal acumuló 20 millones de suscriptores, y en la primera semana superó los 50 millones. Este crecimiento acelerado permitió al canal superar a otros destacados en Portugal, convirtiéndose en el canal de YouTube con más suscriptores en el país y situándose entre los 50 principales canales a nivel mundial.

### Contenido y estilo
El canal UR Cristiano ofrece una variedad de contenido que explora tanto la vida personal como la carrera profesional de Cristiano Ronaldo. Los videos incluyen reacciones a eventos significativos en su carrera deportiva, desafíos y competiciones, además de mensajes motivacionales dirigidos a sus seguidores. También se destacan entrevistas con excompañeros y figuras relevantes del fútbol, en las que Ronaldo reflexiona sobre su trayectoria, logros y momentos clave en su carrera. Un aspecto central del canal es su enfoque en brindar una perspectiva íntima y personal del futbolista, permitiendo a los espectadores conocer una faceta más cercana y espontánea de Ronaldo fuera del campo de juego.
Georgina Rodríguez, su pareja, participa como coconductora en varios episodios, contribuyendo a mostrar aspectos familiares y privados, incluyendo actividades recreativas como retos de moda o dinámicas familiares. El estilo del canal se caracteriza por su autenticidad y por la conexión directa que establece con los seguidores, a través de contenido original y espontáneo que muestra a Ronaldo como una figura más humana y accesible. Además, el canal incluye elementos ligeros y de entretenimiento, como comentarios sobre su vestimenta a lo largo de su carrera y desafíos personales, que añaden un tono ameno y dinámico. Este enfoque permite que el canal combine su espíritu competitivo con una conexión más personal con su audiencia, consolidándolo como un espacio donde los aficionados pueden interactuar de forma más directa con el futbolista.

## Recepción e impacto

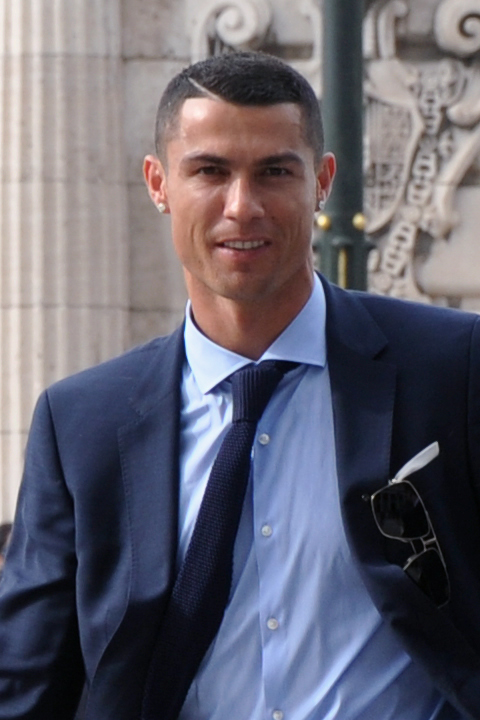
Cristiano Ronaldo, creador del canal de YouTube UR Cristiano, consolidado como el canal con más suscriptores en Portugal.

Desde su creación, UR Cristiano ha generado una respuesta abrumadoramente positiva por parte de sus seguidores y medios especializados, destacándose como un canal que combina entretenimiento y contenido personal de una de las figuras deportivas más influyentes del mundo. Los fanáticos han valorado la cercanía que Cristiano Ronaldo transmite a través de los videos, que no solo cubren aspectos de su carrera profesional, sino también momentos de su vida cotidiana. Este enfoque personal y sincero ha permitido que el canal se diferencie de otros canales de celebridades, estableciendo una conexión más profunda con la audiencia, que aprecia la oportunidad de ver facetas menos conocidas de su ídolo.
El impacto de UR Cristiano ha sido notable, no solo en el ámbito digital, sino también en el mercado global de medios y entretenimiento. Al diversificar su presencia en plataformas como YouTube, Cristiano Ronaldo ha ampliado significativamente su alcance, convirtiéndose en una figura clave dentro del ecosistema de creadores de contenido en línea. La revista Caretas señala: "Con este nuevo proyecto, Ronaldo amplía su influencia más allá del deporte". Esto refleja cómo UR Cristiano ha permitido a Ronaldo expandir su impacto, consolidándose como una figura clave en el mundo digital además de su éxito deportivo.
La influencia del canal ha extendido la presencia digital del futbolista a audiencias que no necesariamente están familiarizadas con su carrera deportiva, lo que ha contribuido a aumentar su relevancia fuera del mundo del fútbol.La rápida expansión del canal ha inspirado a otros deportistas a explorar nuevas formas de interactuar con sus seguidores mediante la creación de contenido audiovisual, lo que refuerza la creciente importancia de YouTube y otras plataformas similares en la creación de comunidades digitales. A su vez, ha establecido un precedente para el éxito de canales gestionados por celebridades deportivas, lo que sugiere un cambio en la manera en que los atletas buscan conectar con sus fanáticos.

## Producción y estilo visual
El canal UR Cristiano se distingue por una producción de alta calidad, con videos filmados en alta resolución que combinan un enfoque profesional con elementos más íntimos y cotidianos. Los escenarios varían entre locaciones personales, como el hogar de Cristiano Ronaldo, y ambientes deportivos, lo que permite una visión multifacética de la vida del futbolista. El uso de iluminación natural y tomas en movimiento es una constante en la estética visual del canal, lo que genera una atmósfera cercana y auténtica. Las cámaras siguen a Ronaldo en su día a día, capturando momentos de interacción personal y actividades cotidianas, lo que refuerza la intención del canal de mostrar una faceta más humana y accesible del futbolista. Las entrevistas, desafíos y otros contenidos son editados de manera fluida, con transiciones suaves que permiten una narrativa dinámica sin perder la espontaneidad que caracteriza a cada episodio.
La presencia de Georgina Rodríguez como coconductora en varios videos aporta un enfoque más familiar y relajado, añadiendo un elemento de intimidad a la producción. La edición de los videos es discreta y está diseñada para mantener la atención en las interacciones naturales y el contenido personal que se comparte, con una musicalización sutil que complementa el tono general del canal. A pesar de la simplicidad visual, la producción logra mantener un alto nivel técnico, garantizando una experiencia visual agradable para la audiencia. En conjunto, el estilo visual de UR Cristiano busca conectar emocionalmente con los seguidores al mismo tiempo que ofrece una imagen cuidada y profesional, consolidando el canal como un espacio que equilibra la cercanía personal con la excelencia técnica.

## Estrategia de crecimiento y promoción
El rápido crecimiento del canal UR Cristiano ha sido resultado de una estrategia de promoción cuidadosamente diseñada que aprovecha la enorme influencia de Cristiano Ronaldo en las redes sociales. Con millones de seguidores en plataformas como Instagram, Twitter y Facebook, Ronaldo ha utilizado su presencia digital para promocionar el lanzamiento y el contenido de su canal de YouTube. A través de publicaciones regulares, avances exclusivos y llamadas a la acción, el futbolista ha logrado captar la atención de una audiencia global, logrando en menos de una semana más de 51,1 millones de suscriptores, estableciendo un récord en la plataforma.
Además de su fuerte presencia en redes sociales, la estrategia de crecimiento también se ha centrado en la creación de contenido original y atractivo que responda a los intereses de sus seguidores. El enfoque en videos que muestran aspectos de su vida personal y profesional ha generado un alto nivel de interacción, mientras que la participación de figuras como Rio Ferdinand, y potenciales invitados en el futuro, añade valor adicional al contenido. El canal también ha mantenido una relación constante con sus seguidores mediante el uso de frases características, como «siuuuscríbirte», que refuerzan la identidad del canal y aumentan la participación. Esta combinación de promoción activa, contenido atractivo y conexión personal ha sido clave para el éxito inicial y el rápido crecimiento de UR Cristiano en YouTube.

## Distinciones

### Reconocimientos
| Galardón | Galardón            | Otorgado por                                           | Razón                                     | Fecha                |
| -------- | ------------------- | ------------------------------------------------------ | ----------------------------------------- | -------------------- |
|          | Silver Play Button  |                                                        | Por la cantidad de cien mil suscriptores. | 21 de agosto de 2024 |
|          | Golden Play Button  | Por la cantidad de un millón de suscriptores.          | 21 de agosto de 2024                      |                      |
|          | Diamond Play Button | Por la cantidad de diez millones de suscriptores.      | 21 de agosto de 2024                      |                      |
|          | Custom Play Button  | Por la cantidad de cincuenta millones de suscriptores. | 28 de agosto de 2024                      |                      |